# Kotze (Adelsgeschlecht)

Wappen derer von Kotze

Kotze, auch Cotze, Cozze, Cottze, Cozcze, Koze, Kotzé, Kosse, Kotzschen, Kotzsch oder Kotzsche, ist der Name eines alten obersächsisch-magdeburgischen Adelsgeschlechts. Zweige der Familie bestehen bis heute.

## Geschichte
Die Familie erscheint erstmals urkundlich im Jahr 1112 und dann 1234 mit Theodoricus Cozce, bzw. 1243 mit Tidericus Kotze, während die Stammreihe 1316 mit Hermann von Kotze beginnt. Er war im Herzogtum Magdeburg und im Stift Merseburg und zwischen Merseburg und Halle, unter anderem in Ammendorf, Altenhausen, Alvensleben, Beesen, Döllnitz, Dornburg/Elbe, Groß Germersleben (1489–1830), Klein Germersleben, Lodersleben und Klein Oschersleben, Großkugel, Tornau, Parchen ansehnlich begütert. Die Familie war Lehnsinhaber von Gütern in Kirchscheidungen von 1454 bis 1540.
Auf dem Kirchfriedhöfen von Lodersleben und Klein-Oschersleben finden sich Grabsteine der Familie.
Das Geschlecht derer von Kotze wird in Kneschkes „Deutsches Adels-Lexicon“ teilweise mit den Knutonen verwechselt.

## Wappen
Das redende Wappen von 1592 zeigt einen in Silber stehenden, vorwärtsgekehrten, mit einer schwarzen Kotze bekleideten Mann, mit goldenem Haar und Bart. Auf dem Helm mit schwarz-silbernen Decken sitzt ein silberner Windhund mit goldenem Halsband.

## Bekannte Familienmitglieder
- Jakob Kotze (1590–1606), deutscher Student der freien Künste an der Universität Tübingen
- Hans Wilhelm von Kotze (1802–1885), Regierungspräsident von Köslin 1864/66 und Erfurt 1867/74
- Gustav von Kotze (1806–1880), preußischer Generalleutnant
- Gebhard von Kotze (1808–1893), preußischer Generalleutnant
- Ludolf von Kotze (1840–1917), Rittergutsbesitzer, Landrat und Mitglied im Preußischen Abgeordnetenhaus
- Hugo Hans von Kotze (1843–1921), preußischer Generalleutnant
- Leberecht von Kotze (1850–1920), deutscher Kammerherr und Hofzeremonienmeister Wilhelm II.
- Hermann von Kotze (1851–1925), preußischer Generalleutnant
- Stefan von Kotze (1869–1909), Abenteurer und Autor zahlreicher Bücher
- Hans Peter von Kotze (1873–1915), deutscher Verwaltungsbeamter
- Hans Ludolf von Kotze (1876–1952), deutscher Verwaltungsbeamter
- Hans Gebhard von Kotze (1889–1942), deutscher Generalmajor
- Hans Ulrich von Kotze (1891–1941), Beamter in Auswärtigen Amt, Legationsrat, von 1938 bis 1941 Gesandter in Riga